# XVIII distrito de París
El XVIII distrito de París (17.° distrito de París), también conocido como distrito de Butte-Montmartre, situado en la margen derecha del Sena, es uno de los 20 distritos de París, Francia. 
Es principalmente conocido por acoger el distrito de Montmartre, que alberga la colina dominada por la Basílica del Sacré Cœur, así como el famoso Moulin Rouge. Contiene también el barrio de Goutte d'Or, habitado en gran parte por inmigrantes norteafricanos desde finales del siglo XX y conocido por su mercado, el Marché Barbès, donde se puede encontrar multitud de productos procedentes de ese continente y la zona de Pigalle.

## Administración

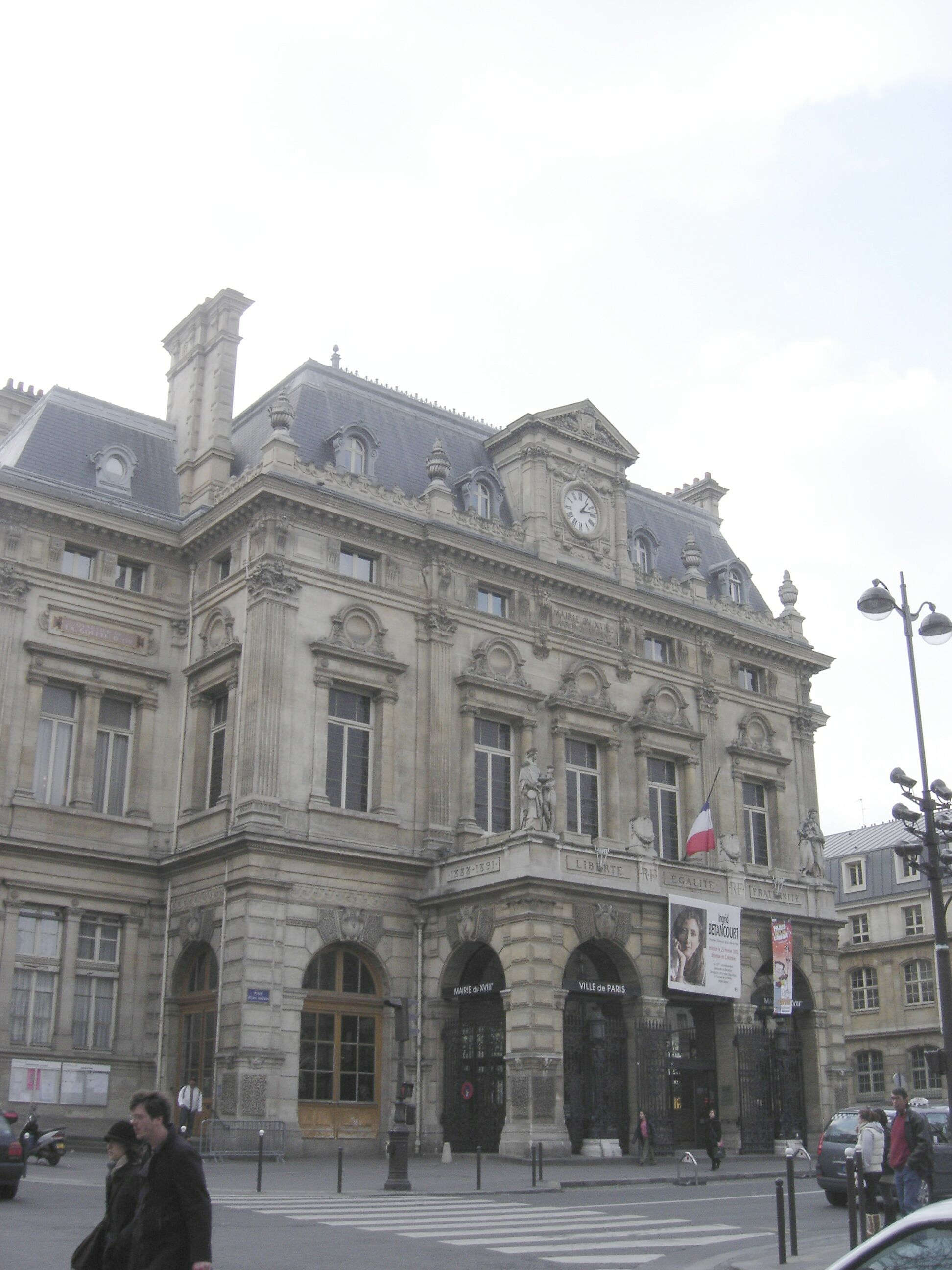
Alcaldía del XVIII distrito.

El distrito está dividido en cuatro barrios:
- Barrio Grandes-Carrières
- Barrio de Clignancourt
- Barrio de la Goutte-d'Or
- Barrio de la Chapelle

Su alcalde actual es Éric Lejoindre (PS). Fue elegido en 2020 por seis años, hasta 2026. 

## Demografía
La población del XVIII Distrito de París llegó a su punto máximo en 1931, con 288.810 habitantes. Hoy en día (censo de 2005), el distrito sigue teniendo gran densidad de población y actividad empresarial, con 188.700 habitantes sobre un territorio de 601 hectáreas lo que supone una densidad de 31 424 hab/km².
| Año (censo nacional)     | Población | Densidad (hab. por km²) |
| ------------------------ | --------- | ----------------------- |
| 1872                     | 138 109   | 22 980                  |
| 1931 (pico de población) | 288 810   | 48 095                  |
| 1954                     | 266 825   | 44 397                  |
| 1962                     | 254 974   | 42 460                  |
| 1968                     | 236 776   | 39 430                  |
| 1975                     | 208 970   | 34 799                  |
| 1982                     | 186 866   | 31 118                  |
| 1990                     | 187 657   | 31 250                  |
| 1999                     | 184 586   | 30 739                  |
| 2005                     | 188 700   | 31 424                  |

## Lugares de interés
- Iglesias : 
  - Basílica del Sacré Cœur

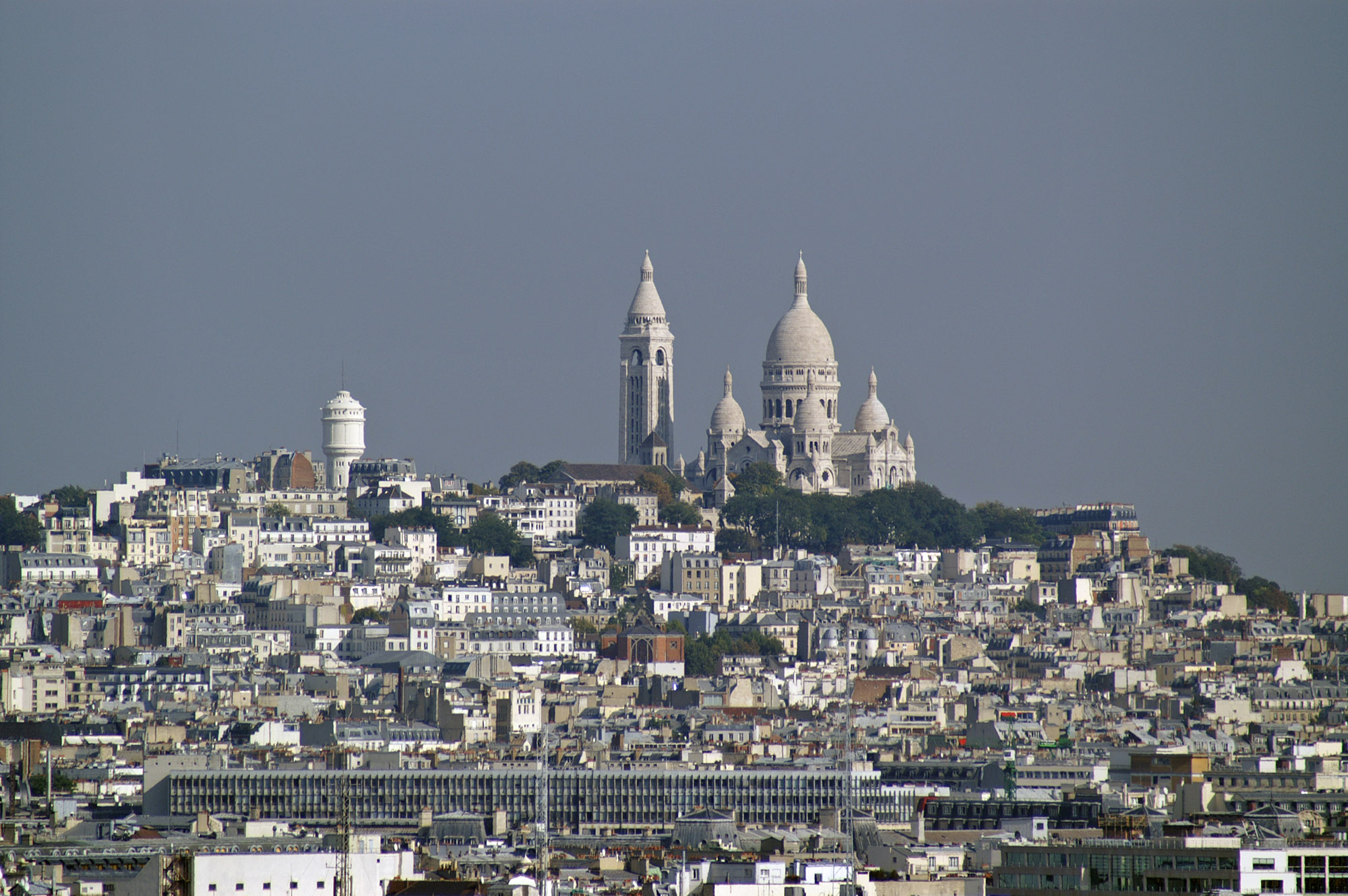
Vista de Montmartre, en el XVIII distrito.

  - Iglesia de Saint-Jean-de-Montmartre
  - Iglesia de Saint-Pierre de Montmartre
  - Iglesia de Saint-Bernard de la Chapelle
  - Iglesia de Notre-Dame-de-Clignancourt
  - Iglesia de Saint-Denys de la Chapelle
  - Basílica de Sainte-Jeanne-d'Arc
  - Iglesias de Sainte-Geneviève des Grandes Carrières

- Cabaret:
  - Moulin Rouge

- Museos:
  - Musée d'Art Naïf – Max Fourny

- Otros: 
  - La estación de metro de Abbesses

## Principales calles
- Place du Tertre
- Bulevar Barbès